# Volley-Ball Club Chamalières 2019-2020
Questa voce raccoglie le informazioni riguardanti il Volley-Ball Club Chamalières nelle competizioni ufficiali della stagione 2019-2020.

## Organigramma societario
Area direttiva
- Presidente: Mylène Toubani-Bardet

Area tecnica
- Allenatore: Atman Toubani
- Allenatore in seconda: Guillaume Bonneton

## Rosa
| N° | Nome                  | Ruolo | Data di nascita   | Nazionalità sportiva |
| -- | --------------------- | ----- | ----------------- | -------------------- |
| 1  | Estelle Adiana        | O     | 14 maggio 1997    | Camerun              |
| 2  | Anne-Laure Margirier  | L     | 18 febbraio 1996  | Francia              |
| 3  | Yolande Amana         | P     | 15 settembre 1997 | Camerun              |
| 4  | Lisa Jeanpierre       | S     | 28 luglio 1999    | Francia              |
| 5  | Kathleen Gates        | P     | 21 agosto 1990    | Stati Uniti          |
| 7  | Christelle Tchoudjang | O     | 7 luglio 1989     | Camerun              |
| 8  | Alex Merle            | L     | 10 agosto 2000    | Francia              |
| 10 | Leah Hardeman         | S     | 18 ottobre 1995   | Stati Uniti          |
| 11 | Olena Leonenko        | S     | 3 gennaio 1991    | Ucraina              |
| 12 | Oni Lattin            | C     | 12 dicembre 1991  | Stati Uniti          |
| 13 | Victoria Young        | C     | 8 novembre 1995   | Stati Uniti          |
| 14 | Sandra Szabóová       | C     | 22 luglio 1996    | Slovacchia           |

## Risultati

### Coppa di Francia

#### Fase a eliminazione diretta
| Ottavi di finale - 29 ottobre 2019 Complexe Pierre Chatrousse, Chamalières | Chamalières | 1 - 3 | Saint-Cloud Paris SF | 28-26, 21-25, 25-27, 18-25 |